# Campaña presidencial de Donald Trump de 2016
La campaña presidencial de Donald Trump de 2016 empezó oficialmente el 16 de junio de 2015 y terminó con la victoria presidencial de Donald Trump como presidente-electo de los Estados Unidos. Donald Trump, un empresario y una celebridad televisiva, anunció su candidatura para la Presidencia de los Estados Unidos en la Torre Trump de la ciudad de Nueva York, con el eslogan «Make America Great Again» («Hagamos Estados Unidos grande de nuevo»). Su jefe de campaña fue Corey Lewandowski.
La oposición de Trump a la inmigración ilegal, el libre comercio y el intervencionsimo militar le granjeó un fuerte apoyo entre la clase media estadounidense. Sus políticas propuestas y sus declaraciones sobre el estado del país hicieron de él el principal candidato republicano consistente en los sondeos de opinión. Muchos de sus comentarios generaron una gran polémica entre el público, los otros candidatos, los medios y los socios comerciales de Trump, quienes algunos de ellos pusieron fin a sus relaciones comerciales por eso. Los medios de comunicación dominantes han dado una amplia cobertura a su campaña, más que todo por sus declaraciones fuera de lo políticamente correcto, y a la vez criticarlo con vehemencia. Aquellas opiniones fuera de la corrección política fueron el tema corriente de su campaña, y lo hicieron popular entre sus partidarios. Los temas más radicales y ampliamente informados de Trump fueron sobre la inmigración y la seguridad fronteriza, de la cual propuso la deportación de todos los inmigrantes ilegales, la construcción de un muro en la frontera entre Estados Unidos y México y la prohibición temporal de la entrada de musulmanes a Estados Unidos, relacionando los problemas que trae la inmigración en la frontera.
Los actos de campaña de Trump han atraído grandes multitudes, así como también público en contra de su mensaje. Algunos de estos eventos fueron marcados por incidentes de violencia, mayormente de detractores anti-Trump contra simpatizantes de Trump, aunque también en el caso contrario, como la expulsión de periodistas y activistas progresistas de izquierda que criticaban el mensaje de Trump. El caso más violento fue el protesta contra Donald Trump de Chicago de 2016, que terminó por ser suspendido por la irrupción de manifestantes que, según Trump, simpatizaban con el candidato demócrata Bernie Sanders en el lugar de acto de campaña. Acusación que fue rechazada por Sanders. Algunos medios han reportado que seguidores de Hilary Clinton y Ted Cruz también forman parte de las manifestaciones.
Para mediados de marzo, Trump es el claro favorito para la nominación republicana, quien ganó en 18 estados y un territorio y acumuló 678 delegados.

## Anuncio
Trump anunció formalmente su candidatura a la presidencia el 16 de junio de 2015. Su anuncio se llevó a cabo en un acto de campaña en la Torre Trump en la ciudad de Nueva York. Trump dijo: «Vamos a hacer de nuestro país grande de nuevo» —frase que se convertiría en su eslogan de campaña—, y también prometió que, si es elegido presidente, «será el mayor presidente de empleos que Dios haya creado».

## Campaña
Inmediatamente después de su anuncio de candidatura en Nueva York, Trump viajó a Iowa para hacer campaña en miras del caucus de Iowa. También hizo campaña extensamente en Nueva Hampshire, también lugar de las primeras primarias del partido. La campaña de Trump canceló eventos en Charleston (Carolina del Sur), a raíz de la masacre de la iglesia de Charleston.

### Mítines
Donald Trump ha convocado a grandes multitudes en sus mítines, llenando estadios y gimnasios de colegios. Miles de personas asistieron a los mítines de Trump en Iowa, más que cualquier otro candidato republicano.
Al mitin del 11 de julio de 2015 en Phoenix, Arizona, varios miles de personas fueron al Centro de Convenciones de Phoenix, convirtiendo al evento de lejos en uno de los más multitudinarios que cualquier otro candidato, unos 10 000 según la campaña de Trump. El sheriff del condado de Maricopa Joe Arpaio presentó al candidato. Durante su discurso, Trump invocó el discurso "la mayoría silenciosa" de Richard Nixon, diciendo que la mayoría silenciosa estaba de vuelta.
El 21 de agosto, Trump celebró un mitin en el Estadio Ladd-Peebles en Mobile (Alabama), asistiendo aproximadamente unas 30 000 personas.

### Violencia y expulsiones en mítines
Hubo agresiones físicas y verbales entre los simpatizantes y detractores de Trump en actos de campaña. La opinión de muchas personas en contra del candidato añadida a la frustración del estadounidense promedio por su victoria y su discurso populista, terminó en provocaciones entre ambos bandos en muchos mítines. Algunos acusaron la retórica de Trump como incitación a la violencia, aunque en la mayoría de veces fueron los críticos a Trump quienes asistían a los mítines del candidato..

### Posiciones políticas

#### Muro fronterizo e inmigración ilegal
En su discurso inaugural, Trump prometió que construiría "un gran muro" en la frontera de Estados Unidos y México, y continuó siendo enfático en ese asunto a lo largo de su campaña, incluso señalando que el muro sería pagado por México. Propuso medidas en la frontera contra la inmigración ilegal, y el 6 de julio de 2015 declaró que "el gobierno mexicano incentiva a su gente más indeseable a emigrar a Estados Unidos, gente con un montón de problemas, en muchos casos criminales, narcotraficantes y violadores", aunque reconoció que algunos deben ser buenas personas. En su primer mitin en la ciudad de Derry (Nuevo Hampshire) el 19 de agosto de 2015, Trump declaró: "Día 1 de mi presidencia, (los ilegales) se irán y se irán rápido", y poco después en Alabama, declaró en una conferencia telefónica que los doce millones de indocumentados serían deportados en dos años.

## Críticas
Trump ha sido duramente criticado por otros conservadores estadounidenses. Su rival principal Ted Cruz acusó a Trump de no ser un conservador real, haber apoyado a candidatos demócratas y de haber estado a favor de posiciones liberales como el aborto y el matrimonio entre personas del mismo sexo. Mitt Romney aseguró que en la campaña estaban en juego «el Trumpismo contra el Republicanismo» y acusó a Trump de mantener posiciones contrarias al Partido Republicando como supuesto racismo, xenofobia, intolerancia religiosa e incitación a la violencia. El senador republicano Lindsey Graham aseguró que Trump era un peligro para el partido.
La Liga Antidifamación, el Comité Judío Estadounidense, la B'nai B'rith, la Conference of Presidents of Major American Jewish Organizations, el rabino Shalom Baum, presidente del Consejo Rabínico de América, la Asamblea Rabínica del movimiento conservador, el Religious Action Center of Reform Judaism, la Reconstructionist Rabbinical Association y el National Jewish Democratic Council repudiaron los dichos de Trump acerca de no permitir la entrada de musulmanes en su país por considerarlos discriminatorios y contrarios al espíritu y los valores de su nación.
Los medios de comunicación de Israel manifestaron su preocupación  de que Trump pudiera resultar vencedor.
La prensa israelí lo describió como el peor candidato de la historia, antidemocrático, racista, misógino y xenófobo, señalando que, según las embajadas israelíes, Trump carecía de una política coherente en relación con el conflicto árabe-israelí. Los periódicos describieron su triunfo como una victoria del antisemitismo.
El ministro del interior de Israel, Aryeh Dery, expresó que la asunción de Trump como presidente significaría el ocaso y final del movimiento judío conservador y el judaísmo reformista.